# Nukleomorf

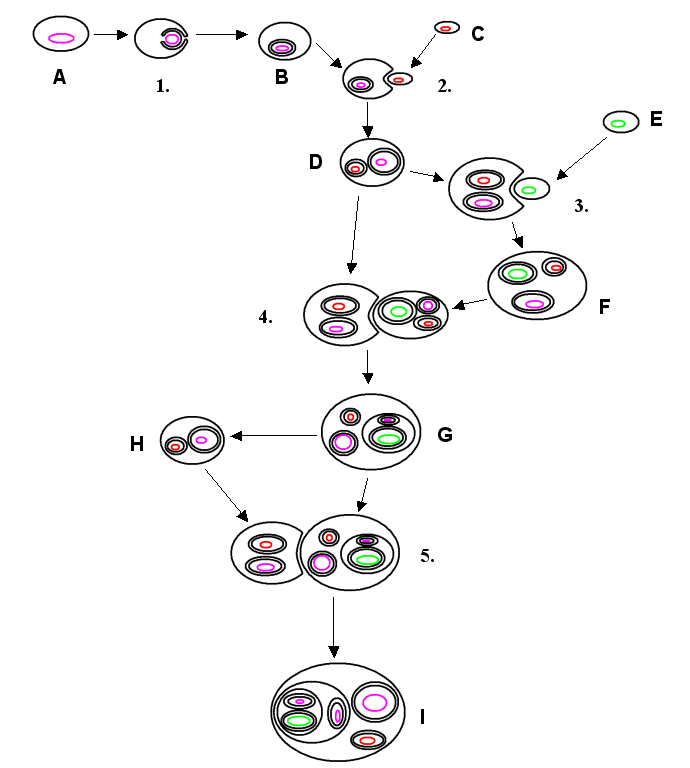
Endosymbiotická teorie: 1) vznik eukaryotické buňky s jádrem 2) vznik mitochondrií 3) primární endosymbióza sinice a eukaryota 4) sekundární endosymbióza - na obrázku G je vidět, že buňka obsahuje dva eukaryotické genomy (vínově) - jeden v jádře a druhý v plastidu 5) terciární endosymbióza

Nukleomorf je redukované buněčné jádro v plastidu, které se objevuje poté, co došlo k sekundární endosymbióze určité fotosyntetizující buňky. Prvním, kdo o jejich vzniku spekuloval a označil termínem nukleomorf, byl A. D. Greenwood.
Nukleomorf byl dosud nalezen u dvou skupin řas, skrytěnek (Cryptophyta) a chlorarachniofyt (Chlorarachniphyta). Představují důkaz, že mnohé plastidy vznikly pozřením jiného eukaryotního organismu, a to konkrétně u skrytěnek pozřením ruduchy a u chlorarachniofyt pozřením zelené řasy.
Nukleomorf bývá umístěn mezi čtyřmi buněčnými membránami, tento počet je způsobem právě několika endosymbiotickými události, které vzniku nukleomorfu předcházely.

## Genetická informace
U buněk, které mají nukleomorf, je tak eukaryotní DNA přítomná nejen ve vlastním jádře daného organismu, ale též uvnitř jejich plastidu. Dále mají tyto organismy samozřejmě jednu plastidovou DNA a také mitochondriální DNA.
Nukleomorfy však mají svou dědičnou informaci značně redukovanou (podobně jako plastidy a mitochondrie), a tak jejich DNA obsahuje jen asi 1 milion párů bází. Zřejmě k tomu částečně došlo horizontálním přenosem genů z nukleomorfu do vlastního jádra.